# Società Sportiva Calcio Bari 2018-2019
Questa voce raccoglie le informazioni riguardanti la Società Sportiva Calcio Bari S.S.D. nelle competizioni ufficiali della stagione 2018-2019.

## Stagione

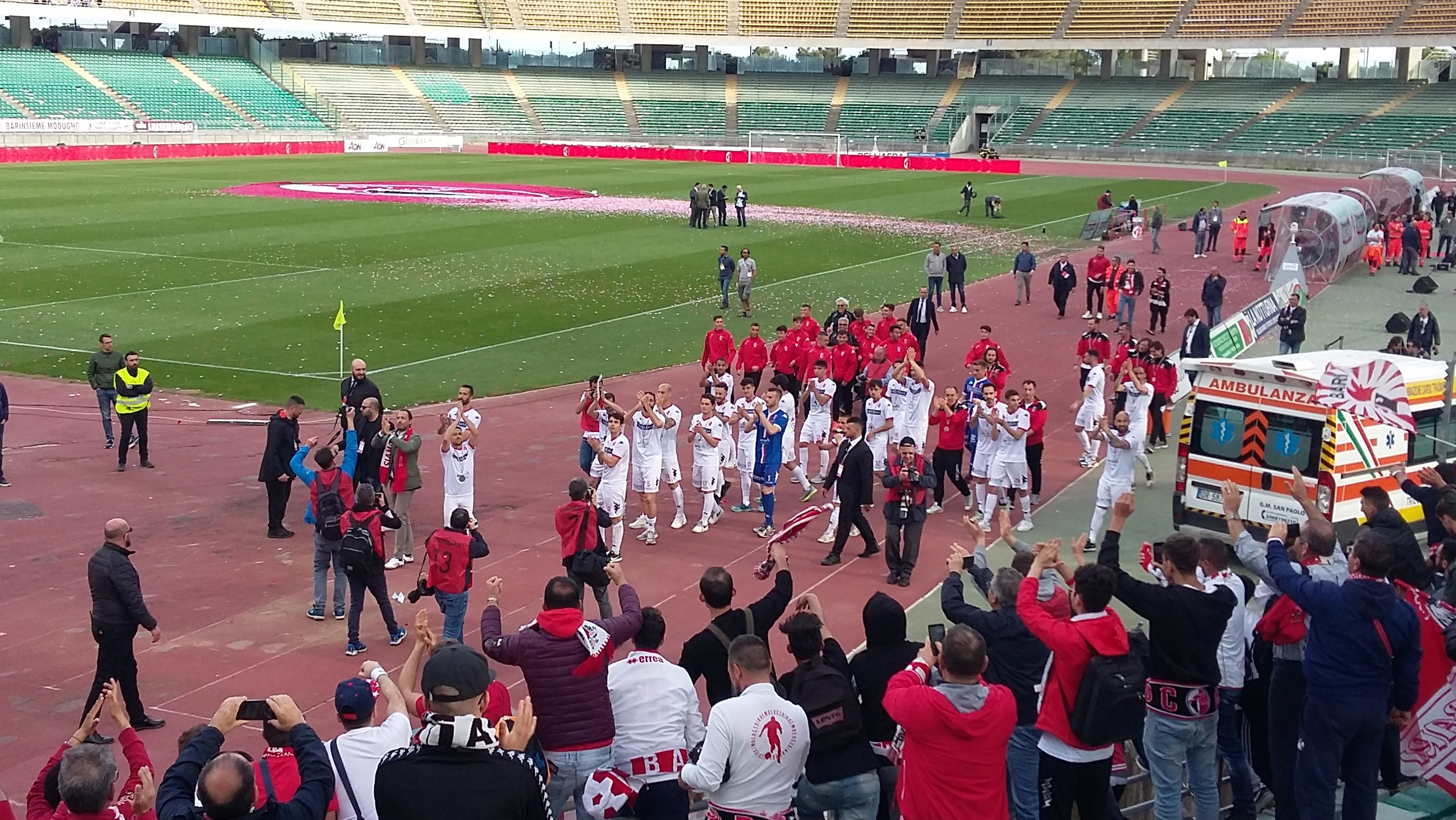
Il presidente Luigi De Laurentiis, a sinistra in abito avano, e la squadra, festeggiano l'avvenuta promozione in Serie C con il pubblico barese allo stadio San Nicola, dopo la partita Bari-Rotonda del 28 aprile 2019.

Dopo la mancata iscrizione della "Football Club Bari 1908" al torneo di Serie B e del conseguente fallimento della società presieduta da Cosmo Antonio Giancaspro ad appena quattro anni dalla sua nascita, il 31 luglio 2018 il sindaco di Bari Antonio Decaro cede il titolo sportivo della città alla "Società Sportiva Calcio Bari S.S.D.", costituita dalla Filmauro di Aurelio De Laurentiis (già proprietario del Napoli dal 2004). La presidenza è affidata al figlio dello stesso De Laurentiis, Luigi, mentre come allenatore viene scelto Giovanni Cornacchini.
Il nuovo Bari riparte dal campionato di Serie D, a cui partecipa per la terza volta nella sua storia e dal quale era assente da 64 anni (più precisamente dalla stagione 1953-1954 in IV Serie, dove in quell'annata aveva anche vinto lo scudetto dell'omonimo titolo nazionale); il club viene inserito nel girone I. Partecipa inoltre, per la prima volta nella sua storia, alla Coppa Italia Serie D, venendo sorteggiato per il turno preliminare contro il Bitonto, dalla quale esce sconfitto per 0-1.
Chiude il girone d'andata laureandosi campione d'inverno nel suo girone con 43 punti conquistati in 17 partite. Il 18 aprile 2019, dopo essere stata al primo posto in classifica per tutto il campionato, la squadra conquista la promozione in Serie C con due turni d'anticipo guadagnando anche l'accesso alla Poule Scudetto dove però vengono eliminati nella fase a gironi dopo il pareggio per 0-0 contro l'AZ Picerno e la sconfitta per 1-0 contro l'Avellino.

## Divise e sponsor
Per la stagione 2018-2019 lo sponsor tecnico è Kappa, mentre gli sponsor ufficiali sono Sorgesana, Banca Popolare di Puglia e Basilicata e DAZN che ne trasmette anche le partite in diretta. 
Il 14 marzo 2019 la società presenta le tre nuove maglie ufficiali da utilizzare fino al termine della stagione, giacché fino a quel momento la squadra ha utilizzato divise provvisorie.
| 1ª divisa | 2ª divisa | 3ª divisa |

| 1ª divisa | 2ª divisa | 3ª divisa |

## Organigramma societario
Di seguito sono riportati i membri dello staff del Bari.
Area direttiva
- Presidente: Luigi De Laurentiis

Area comunicazione e marketing
- Area Comunicazione: Valeria Belviso
- Sicurezza e Stadio: Vito Fanelli
- Ticketing: Francesco Laforgia
- Marketing: Cube Comunicazione Srl

Area tecnica
- Direttore sportivo: Giuseppe Pompilio
- Allenatore: Giovanni Cornacchini
- Allenatore in seconda: Tommaso Marolda
- Preparatore atletico: Luca Lancioni
- Preparatore portieri: Roberto Maurantonio
- Club manager: Matteo Scala
- Team manager: Gianni Picaro
- Segretario generale: Antonello Ippedico
- Segretario: Davide Teti
- Magazzinieri: Pasquale Lorusso e Vito Bux

Area sanitaria
- Medico sociale: Pino Viggiano
- Fisioterapisti: Dino Colella e Gianluca Cosentino

## Rosa
| N. |                     | Ruolo | Calciatore                |
| -- | ------------------- | ----- | ------------------------- |
| 1  | Italia (bandiera)   | P     | Andrea Bellussi           |
| 1  | Lituania (bandiera) | P     | Ovidijus Šiaulys          |
| 3  | Italia (bandiera)   | D     | Luigi D'Ignazio           |
| 4  | Italia (bandiera)   | D     | Giuseppe Mattera          |
| 5  | Italia (bandiera)   | D     | Luca Cacioli              |
| 6  | Italia (bandiera)   | D     | Valerio Di Cesare         |
| 7  | Italia (bandiera)   | A     | Roberto Floriano          |
| 8  | Italia (bandiera)   | C     | Zaccaria Hamlili          |
| 9  | Italia (bandiera)   | A     | Simone Simeri             |
| 10 | Italia (bandiera)   | A     | Franco Brienza (capitano) |
| 11 | Italia (bandiera)   | A     | Samuele Neglia            |
| 12 | Italia (bandiera)   | P     | Roberto Maurantonio       |
| 13 | Italia (bandiera)   | D     | Edoardo Bianchi           |
| 16 | Italia (bandiera)   | C     | Nicolò Rozzi              |
| 17 | Italia (bandiera)   | A     | Enrico Piovanello         |

| N. |                   | Ruolo | Calciatore         |
| -- | ----------------- | ----- | ------------------ |
| 18 | Italia (bandiera) | A     | Pasquale Iadaresta |
| 21 | Italia (bandiera) | C     | Andrea Feola       |
| 22 | Italia (bandiera) | P     | Davide Marfella    |
| 23 | Italia (bandiera) | D     | Cosimo Nannini     |
| 24 | Italia (bandiera) | A     | Mauro Bollino      |
| 27 | Italia (bandiera) | A     | Luigi Liguori      |
| 29 | Italia (bandiera) | C     | Alessandro Mutti   |
| 30 | Italia (bandiera) | D     | Nicola Aloisi      |
| 32 | Italia (bandiera) | C     | Giacomo Quagliata  |
| 32 | Italia (bandiera) | D     | Mattia Gioria      |
| 33 | Italia (bandiera) | A     | Christian Langella |
| 36 | Italia (bandiera) | C     | Francesco Bolzoni  |
| 98 | Italia (bandiera) | D     | Nicola Turi        |
| 99 | Italia (bandiera) | A     | Demiro Pozzebon    |

## Calciomercato

### Sessione estiva
| Acquisti | Acquisti            | Acquisti       | Acquisti   |
| R.       | Nome                | da             | Modalità   |
| -------- | ------------------- | -------------- | ---------- |
| P        | Davide Marfella     | Napoli         | prestito   |
| P        | Ovidijus Šiaulys    | Virtus Entella | prestito   |
| P        | Roberto Maurantonio | -              | svincolato |
| D        | Giuseppe Mattera    | -              | svincolato |
| D        | Luca Cacioli        | Modena         | definitivo |
| D        | Cosimo Nannini      | Prato          | prestito   |
| D        | Luigi D'Ignazio     | Napoli         | prestito   |
| D        | Nicola Aloisi       | Fermana        | prestito   |
| D        | Mattia Gioria       | Gozzano        | prestito   |
| D        | Valerio Di Cesare   | -              | svincolato |
| D        | Zaccaria Hamlili    | Pistoiese      | prestito   |
| C        | Francesco Bolzoni   | -              | svincolato |
| C        | Andrea Feola        | Olbia          | prestito   |
| C        | Nicolò Rozzi        | Tolentino      | prestito   |
| A        | Roberto Floriano    | -              | svincolato |
| A        | Alessandro Mutti    | Gozzano        | prestito   |
| A        | Samuele Neglia      | -              | svincolato |
| A        | Luigi Liguori       | Napoli         | prestito   |
| A        | Mauro Bollino       | Sicula Leonzio | prestito   |
| A        | Enrico Piovanello   | Padova         | prestito   |
| A        | Simone Simeri       | -              | svincolato |
| A        | Christian Langella  | -              | svincolato |
| A        | Demiro Pozzebon     | Catania        | prestito   |
| A        | Franco Brienza      | -              | svincolato |

### Operazione tra le due sessioni
| Acquisti | Acquisti    | Acquisti | Acquisti   |
| R.       | Nome        | da       | Modalità   |
| -------- | ----------- | -------- | ---------- |
| D        | Nicola Turi | -        | svincolato |

### Sessione invernale
| Acquisti | Acquisti           | Acquisti     | Acquisti   |
| R.       | Nome               | da           | Modalità   |
| -------- | ------------------ | ------------ | ---------- |
| P        | Andrea Bellussi    | -            | svincolato |
| D        | Edoardo Bianchi    | -            | svincolato |
| D        | Giacomo Quagliata  | Pro Vercelli | prestito   |
| A        | Pasquale Iadaresta | Latina       | definitivo |

| Cessioni | Cessioni         | Cessioni       | Cessioni      |
| R.       | Nome             | a              | Modalità      |
| -------- | ---------------- | -------------- | ------------- |
| P        | Ovidijus Šiaulys | Virtus Entella | fine prestito |
| D        | Luigi D'Ignazio  | Napoli         | fine prestito |
| D        | Mattia Gioria    | Gozzano        | fine prestito |
| C        | Nicolò Rozzi     | Tolentino      | fine prestito |

## Risultati

### Serie D

#### Girone di andata
| Arbitro: | Di Marco (Ciampino) |

|  |           |                                               |
|  | Marcatori | 20’ Floriano 45+1’ Simeri 77’ (rig.) Pozzebon |

| Arbitro: | Galipò (Firenze) |

|                                             |           |                      |
| Neglia 32’, 41’ Floriano 52’ Piovanello 84’ | Marcatori | 61’ (rig.) Ficarotta |

| Arbitro: | Giaccaglia (Jesi) |

|                                            |           |  |
| Simeri 31’ (rig.) Di Cesare 53’ Neglia 54’ | Marcatori |  |

| Arbitro: | Croce (Novara) |

|  |           |                                       |
|  | Marcatori | 27’ D'Ignazio 37’ Bolzoni 90’ Mattera |

| Bari 14 ottobre 2018, ore 15:00 CEST 5ª giornata | Bari             | 0 – 0 referto | Turris | Stadio San Nicola (10 047 spett.)\| Arbitro: \| Tchato (Aprilia) \| |
| Arbitro:                                         | Tchato (Aprilia) |               |        |                                                                     |

| Arbitro: | Bracaccini (Macerata) |

|                |           |                      |
| Prezzabile 58’ | Marcatori | 44’ (aut.) Benivegna |

| Arbitro: | Centi (Viterbo) |

|                                       |           |  |
| Pozzebon 7’ Floriano 37’ Simeri 90+4’ | Marcatori |  |

| Arbitro: | Zanotti (Pavia) |

|            |           |                                      |
| Leotta 30’ | Marcatori | 13’ Pozzebon 62’ Simeri 76’ Langella |

| Arbitro: | Munerati (Rovigo) |

|              |           |  |
| Floriano 33’ | Marcatori |  |

| Arbitro: | Bianchini (Perugia) |

|                   |           |            |
| Gallon 47’ (rig.) | Marcatori | 35’ Neglia |

| Arbitro: | Zamagni (Cesena) |

|             |           |  |
| Mattera 88’ | Marcatori |  |

| Arbitro: | Delrio (Reggio Emilia) |

|  |           |                         |
|  | Marcatori | 51’ Simeri 65’ Langella |

| Arbitro: | Zucchetti (Foligno) |

|                                                      |           |  |
| Floriano 1’ Piovanello 16’ Di Cesare 35’ Bollino 69’ | Marcatori |  |

| Arbitro: | Catallo (Frosinone) |

|  |           |                                  |
|  | Marcatori | 3’ Simeri 51’ Cacioli 65’ Neglia |

| Arbitro: | Vingo (Pisa) |

|               |           |  |
| Di Cesare 34’ | Marcatori |  |

| Arbitro: | Piazzini (Prato) |

|                |           |                                  |
| De Stefano 69’ | Marcatori | 45’ (rig.) Brienza 83’ Di Cesare |

| Arbitro: | Costanza (Agrigento) |

|                                |           |                            |
| Floriano 41’ Simeri 45’ (rig.) | Marcatori | 54’ Colaianni 90+1’ Amelio |

#### Girone di ritorno
| Arbitro: | Bertini (Lucca) |

|                           |           |  |
| Piovanello 62’ Neglia 66’ | Marcatori |  |

| Arbitro: | Giaccaglia (Jesi) |

|              |           |                         |
| Ficarotta 8’ | Marcatori | 22’ Neglia 66’ Floriano |

| Arbitro: | Scatena (Avezzano) |

|                                        |           |                          |
| Abayián 45+1’ Crucitti 69’ Cataldi 71’ | Marcatori | 13’ Langella 85’ Nannini |

| Arbitro: | Bordin (Bassano del Grappa) |

|                                                        |           |  |
| Floriano 9’, 17’ Di Cesare 45+1’ Neglia 79’ Simeri 87’ | Marcatori |  |

| Arbitro: | Di Marco (Ciampino) |

|            |           |  |
| Riccio 60’ | Marcatori |  |

| Arbitro: | Caldera (Como) |

|                                              |           |            |
| Floriano 45’ Brienza 48’ (rig.) Simeri 90+5’ | Marcatori | 24’ Manfrè |

| Arbitro: | Galipò (Firenze) |

|  |           |                                       |
|  | Marcatori | 50’ Di Cesare 73’ Simeri 77’ Floriano |

| Arbitro: | Zamagni (Cesena) |

|               |           |            |
| Iadaresta 72’ | Marcatori | 20’ Manfrè |

| Arbitro: | Emmanuele (Pisa) |

|                    |           |                                              |
| Galesio 71’ (rig.) | Marcatori | 29’ Floriano 49’ (aut.) Fragapane 58’ Neglia |

| Arbitro: | Scarpa (Collegno) |

|                                         |           |                       |
| Hamlili 32’ Liguori 82’ Iadaresta 90+5’ | Marcatori | 37’ (rig.) Puntoriere |

| Palmi 24 marzo 2019, ore 14:30 CET 28ª giornata | Palmese            | 0 – 0 referto | Bari | Stadio Giuseppe Lopresti (2 000 c.ca spett.)\| Arbitro: \| Frascaro (Firenze) \| |
| Arbitro:                                        | Frascaro (Firenze) |               |      |                                                                                  |

| Arbitro: | Croce (Novara) |

|                                     |           |                    |
| La Vardera 56’ (aut.) Iadaresta 72’ | Marcatori | 37’ (rig.) Ragosta |

| Arbitro: | Dallapiccola (Trento) |

|            |           |  |
| Cardone 9’ | Marcatori |  |

| Arbitro: | Baldelli (Reggio Emilia) |

|                          |           |               |
| Di Cesare 24’ Simeri 81’ | Marcatori | 30’ Di Prisco |

| Arbitro: | Catani (Fermo) |

|  |           |                   |
|  | Marcatori | 34’ (rig.) Simeri |

| Arbitro: | Campagnolo (Bassano del Grappa) |

|                        |           |               |
| Floriano 7’ Simeri 87’ | Marcatori | 69’ Chiavazzo |

| Arbitro: | Di Giovanni (Caserta) |

|                                    |           |           |
| Amelio 42’ Pizzutelli 90+3’ (rig.) | Marcatori | 64’ Feola |

### Poule Scudetto

#### Fase a gironi
| Bari 12 maggio 2019, ore 16:00 CEST 1ª giornata | Bari                      | 0 – 0 referto | AZ Picerno | Stadio San Nicola (5 160 spett.)\| Arbitro: \| Ferrieri Caputi (Livorno) \| |
| Arbitro:                                        | Ferrieri Caputi (Livorno) |               |            |                                                                             |

| Arbitro: | Emmanuele (Pisa) |

|             |           |  |
| De Vena 57’ | Marcatori |  |

### Coppa Italia Serie D
| Arbitro: | Morabito (Taurianova) |

|  |           |           |
|  | Marcatori | 52’ Picci |

## Statistiche

### Statistiche di squadra
| Competizione         | Punti | In casa | In casa | In casa | In casa | In casa | In casa | In trasferta | In trasferta | In trasferta | In trasferta | In trasferta | In trasferta | Totale | Totale | Totale | Totale | Totale | Totale | D.R. |
| Competizione         | Punti | G       | V       | N       | P       | Gf      | Gs      | G            | V            | N            | P            | GF           | GS           | G      | V      | N      | P      | GF     | GS     | D.R. |
| -------------------- | ----- | ------- | ------- | ------- | ------- | ------- | ------- | ------------ | ------------ | ------------ | ------------ | ------------ | ------------ | ------ | ------ | ------ | ------ | ------ | ------ | ---- |
| Serie D              | 78    | 17      | 14      | 3       | 0       | 39      | 9       | 17           | 10           | 3            | 4            | 30           | 13           | 34     | 24     | 6      | 4      | 69     | 22     | +47  |
| Poule Scudetto       | 1     | 1       | 0       | 1       | 0       | 0       | 0       | 1            | 0            | 0            | 1            | 0            | 1            | 2      | 0      | 1      | 1      | 0      | 1      | -1   |
| Coppa Italia Serie D | -     | 1       | 0       | 0       | 1       | 0       | 1       | 0            | 0            | 0            | 0            | 0            | 0            | 1      | 0      | 0      | 1      | 0      | 1      | -1   |
| Totale               | 79    | 19      | 14      | 4       | 1       | 39      | 10      | 18           | 10           | 3            | 5            | 30           | 14           | 37     | 24     | 7      | 6      | 69     | 24     | +45  |

### Andamento in campionato
| Giornata  | 1 | 2 | 3 | 4 | 5 | 6 | 7 | 8 | 9 | 10 | 11 | 12 | 13 | 14 | 15 | 16 | 17 | 18 | 19 | 20 | 21 | 22 | 23 | 24 | 25 | 26 | 27 | 28 | 29 | 30 | 31 | 32 | 33 | 34 |
| --------- | - | - | - | - | - | - | - | - | - | -- | -- | -- | -- | -- | -- | -- | -- | -- | -- | -- | -- | -- | -- | -- | -- | -- | -- | -- | -- | -- | -- | -- | -- | -- |
| Luogo     | T | C | C | T | C | T | C | T | C | T  | C  | T  | C  | T  | C  | T  | C  | C  | T  | T  | C  | T  | C  | T  | C  | T  | C  | T  | C  | T  | C  | T  | C  | T  |
| Risultato | V | V | V | V | N | N | V | V | V | N  | V  | V  | V  | V  | V  | V  | N  | V  | V  | P  | V  | P  | V  | V  | N  | V  | V  | N  | V  | P  | V  | V  | V  | P  |
| Posizione | 1 | 1 | 1 | 1 | 1 | 1 | 1 | 1 | 1 | 1  | 1  | 1  | 1  | 1  | 1  | 1  | 1  | 1  | 1  | 1  | 1  | 1  | 1  | 1  | 1  | 1  | 1  | 1  | 1  | 1  | 1  | 1  | 1  | 1  |

Legenda:

Luogo: C = Casa; T = Trasferta. Risultato: V = Vittoria; N = Pareggio; P = Sconfitta.

### Statistiche dei giocatori
| Giocatore      | Serie D  | Serie D | Serie D     | Serie D    | Coppa Italia Serie D | Coppa Italia Serie D | Coppa Italia Serie D | Coppa Italia Serie D | Totale   | Totale | Totale      | Totale     |
| Giocatore      | Presenze | Reti    | Ammonizioni | Espulsioni | Presenze             | Reti                 | Ammonizioni          | Espulsioni           | Presenze | Reti   | Ammonizioni | Espulsioni |
| -------------- | -------- | ------- | ----------- | ---------- | -------------------- | -------------------- | -------------------- | -------------------- | -------- | ------ | ----------- | ---------- |
| N. Aloisi      | 17       | 0       | 2           | 1          | 1                    | 0                    | 0                    | 0                    | 18       | 0      | 2           | 1          |
| A. Bellussi    | 0        | 0       | 0           | 0          | 0                    | 0                    | 0                    | 0                    | 0        | 0      | 0           | 0          |
| E. Bianchi     | 11       | 0       | 1           | 0          | 0                    | 0                    | 0                    | 0                    | 11       | 0      | 1           | 0          |
| M. Bollino     | 10       | 1       | 1           | 0          | 1                    | 0                    | 0                    | 0                    | 11       | 1      | 1           | 0          |
| F. Bolzoni     | 31+2     | 1       | 4           | 0          | 1                    | 0                    | 0                    | 0                    | 34       | 1      | 4           | 0          |
| F. Brienza     | 20+2     | 2       | 1           | 1          | 1                    | 0                    | 0                    | 0                    | 23       | 2      | 1           | 1          |
| L. Cacioli     | 27       | 1       | 4           | 0          | 0                    | 0                    | 0                    | 0                    | 27       | 1      | 4           | 0          |
| L. D'Ignazio   | 6        | 1       | 1           | 0          | 0                    | 0                    | 0                    | 0                    | 6        | 1      | 1           | 0          |
| V. Di Cesare   | 33+2     | 7       | 5+1         | 0          | 1                    | 0                    | 1                    | 0                    | 36       | 7      | 7           | 0          |
| A. Feola       | 18+1     | 1       | 2           | 0          | 1                    | 0                    | 1                    | 0                    | 20       | 1      | 3           | 0          |
| R. Floriano    | 28+2     | 13      | 1           | 0          | 1                    | 0                    | 0                    | 0                    | 31       | 13     | 1           | 0          |
| M. Gioria      | 0        | 0       | 0           | 0          | 0                    | 0                    | 0                    | 0                    | 0        | 0      | 0           | 0          |
| Z. Hamlili     | 30+2     | 1       | 10+1        | 0          | 0                    | 0                    | 0                    | 0                    | 32       | 1      | 11          | 0          |
| P. Iadaresta   | 18+2     | 3       | 0           | 0          | 0                    | 0                    | 0                    | 0                    | 20       | 3      | 0           | 0          |
| C. Langella    | 25+2     | 3       | 2           | 0          | 1                    | 0                    | 0                    | 0                    | 28       | 3      | 2           | 0          |
| L. Liguori     | 12+1     | 1       | 1           | 0          | 1                    | 0                    | 0                    | 0                    | 14       | 1      | 1           | 0          |
| D. Marfella    | 34+2     | -22     | 1           | 0          | 0                    | 0                    | 0                    | 0                    | 36       | -22    | 1           | 0          |
| G. Mattera     | 25+2     | 2       | 4           | 2          | 1                    | 0                    | 0                    | 0                    | 28       | 2      | 4           | 2          |
| R. Maurantonio | 0        | 0       | 0           | 0          | 0                    | 0                    | 0                    | 0                    | 0        | 0      | 0           | 0          |
| A. Mutti       | 2        | 0       | 0           | 0          | 0                    | 0                    | 0                    | 0                    | 2        | 0      | 0           | 0          |
| C. Nannini     | 25+2     | 1       | 2           | 0          | 1                    | 0                    | 0                    | 0                    | 28       | 1      | 2           | 0          |
| S. Neglia      | 32+2     | 9       | 3           | 0          | 1                    | 0                    | 0                    | 0                    | 35       | 9      | 3           | 0          |
| E. Piovanello  | 30+2     | 3       | 4+1         | 1          | 1                    | 0                    | 0                    | 0                    | 33       | 3      | 5           | 1          |
| D. Pozzebon    | 23       | 3       | 1           | 1          | 1                    | 0                    | 0                    | 0                    | 24       | 3      | 1           | 1          |
| G. Quagliata   | 13+1     | 0       | 0           | 1          | 0                    | 0                    | 0                    | 0                    | 14       | 0      | 0           | 1          |
| N. Rozzi       | 0        | 0       | 0           | 0          | 0                    | 0                    | 0                    | 0                    | 0        | 0      | 0           | 0          |
| O. Šiaulys     | 0        | 0       | 0           | 0          | 1                    | -1                   | 0                    | 0                    | 1        | -1     | 0           | 0          |
| S. Simeri      | 31+2     | 12      | 2           | 1          | 1                    | 0                    | 0                    | 0                    | 34       | 12     | 2           | 1          |
| N. Turi        | 13+2     | 0       | 2           | 0          | 0                    | 0                    | 0                    | 0                    | 15       | 0      | 2           | 0          |